# 刘洞镇
刘洞镇，是中华人民共和国湖北省十堰市郧阳区下辖的一个乡镇级行政单位。

## 行政区划
刘洞镇下辖以下地区：
毛坪村、刘洞村、骆庄村、杨河村、黄沟村、鹁鸽村、江峪村、白马村、孔沟村、姚沟村、五股泉村、杨台村、程营村、庙坪村和李家村。